# Vila Ipiranga (Niterói)
Vila Ipiranga é a comunidade mais populosa de Niterói, na Região Metropolitana do Rio de Janeiro, Brasil. Ela possui mais de 15,000 mil habitantes e fica no bairro Fonseca, na Zona Norte de Niterói. Seu nome se dá em homenagem a vila jardim, conhecida pelos antigos moradores como campo do Ipiranga, onde foram construídas casas para os trabalhadores que vinham, após o desenvolvimento da região.

## História
A comunidade da Vila ipiranga é uma das mais importantes de Niterói, pois tem um grande Número de Habitantes no Bairro do Fonseca, na Zona Norte de Niterói. Ela se expõe de vários Comércios e escolas ao derredor.

## Localização
A comunidade Vila Ipiranga fica localizada no bairro Fonseca, com vários bairros e comunidades ao redor como: Engenhoca, Riodades, Palmeiras.[carece de fontes?]

## Educação
Conta com as Seguintes Escolas:
- Escola Municipal Jacinta Medela
- Escola Municipal Dom José Pereira Alves
- Núcleo Avançado de Educação Infantil (NAEI- Vila Ipiranga)
- Creche Comunitária Madre Mary Marcelline
- UMEI Marilza Medina

## Serviço Social
Conta com as Seguintes Instituições Sociais:
- Sociedade Beneficente da Sagrada Família